# West Plains
West Plains är administrativ huvudort i Howell County i Missouri. Countyt grundades år 1857 och det första tillfälliga domstolshuset var ett timmerhus i närheten av West Plains. År 1859 byggdes det första egentliga domstolshuset i centrala West Plains som sedan skadades i amerikanska inbördeskriget.